# Рудницкий, Адольф
Адольф Рудницкий (пол. Adolf Rudnicki; 19 февраля 1912 года, Варшава, Российская империя — 14 ноября 1990 года, Варшава, Польша) — польский писатель и публицист, наиболее известный произведениями о Холокосте и еврейском сопротивлении в Польше во время Второй мировой войны.

## Биография
Арон Хиршхорн (псевдоним: Адольф Рудницкий) родился 19 февраля 1912 года в Варшаве.
После учебы в ремесленном училище работал банковским служащим. Его писательская карьера началась в 1930 году, когда он опубликовал свой короткий роман « Смерть оператора» в журнале текущих событий «Kurier Poranny».
Как писатель Рудницкий приобрёл популярность в Польше в 1930-е годы после опубликования романов «Нелюбимые» и «Крысы» .
В 1939 году в начале Второй мировой войны он был схвачен нацистами, но сумел бежать. После непродолжительной службы в польской армии он отправился во Львов и вступил в Национальный еврейский комитет. В сентябре 1940 года вступил в Союз писателей Украинской ССР.
Примерно в 1942 году он вернулся в Варшаву и занимался подпольной антифашистской деятельностью.

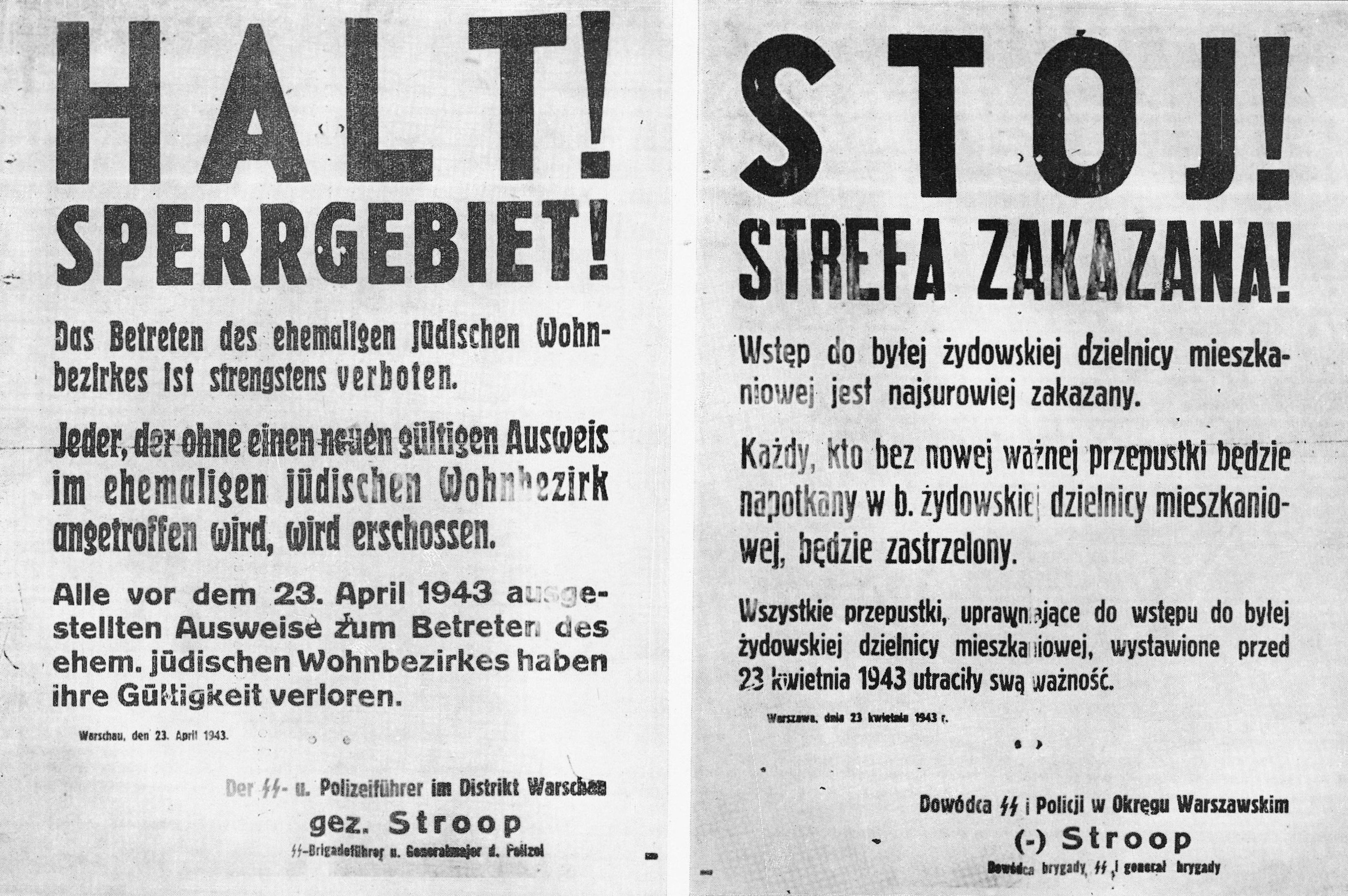
Юрген Штруп: обнаруженный в бывшем еврейском районе без соответствующих документов будет застрелен.1943

В 1944 году вступил в Армию Крайову, участвовал в Варшавском восстании .
С 1945 по 1949 год Адольф Рудницкий жил в Лодзи, был директором по публикациям журнала «Kuźnica». Затем он вернулся в Варшаву.
После войны Рудницкий стал критически оценивать свои довоенные работы. Он упрекает себя в том, что не сделал ничего для представления еврейского мира в своих романах и за то, что принял точку зрения ассимилированного еврея на мир идиша. С 1953 по 1968 год участвовал в обзоре «Свят», в котором он каждую неделю публиковал свои знаменитые «синие страницы».
В 1955 и 1966 годах он получил государственную награду за свои работы. В 1968 году Польшу потрясла антисемитская кампания. Адольф Рудницкий поселился во Франции, но вернулся в Польшу в 1980-е годы. Его последняя работа, посвященная мастерам славянской литературы, сочетала литературную критику с личными наблюдениями.
После войны он опубликовал романы «Золотые окна» и «Лодзинский купец», а также сборник рассказов « Эпоха печей», посвященные Холокосту и еврейскому сопротивлению. Широко используемый термин «epoka pieców» (Эпоха печей) происходит от одного из его произведений.
После 1953 года он начал писать эссе по широкому кругу тем, которые в конечном итоге были собраны в серии томов, названных « Голубые страницы». В 60-е годы его работы приобрели мистический оттенок.
В 1964 году он был одним из подписантов так называемого «Письма 34-х» премьер-министру Юзефу Циранкевичу о свободе культуры. Он провел большую часть 1970-х годов в Париже, где был женат и имел сына.
Он вернулся в Польшу, почти забытый, в 1980-х годах и прожил последние годы жизни в Варшаве.
По его рассказу «Нелюбимые» был снят фильм («Никохана») (1966).

## Награды
1946 — Золотой крест за заслуги
1955 — Государственная награда II степени за живое и мертвое море
1956 г. — Офицерский крест ордена Polonia Restituta
1966 — Государственная премия за книгу «Купец Лодзинский»
1987 г. — Премия министра культуры и искусства I степени

## Произведения
Szczury (1932)
Żołnierze (1933)
Niekochana (1937)
Doświadczenia (1939); wydane łącznie z Żołnierzami jako Profile i drobiazgi żołnierskie (1946)
Pałeczka, czyli Każdemu to na czym mu mniej zależy (1950)
Żywe i martwe morze (1952)
Narzeczony Beaty (1961)
Kupiec łódzki (1963)
Pył miłosny (1964)
Sto lat temu umarł Dostojewski (1984)
Krakowskie Przedmieście pełne deserów (1986)